# Paronychia jamesii
Paronychia jamesii là loài thực vật có hoa thuộc họ Cẩm chướng. Loài này được Torr. & A. Gray mô tả khoa học đầu tiên năm 1838.